# Mike Minor (snowboard)
Pour les articles homonymes, voir Mike Minor.
Mike Minor, né le 28 juillet 1990 à Scranton (Pennsylvanie), est un snowboardeur handisport américain.

## Palmarès

### Jeux paralympiques d'hiver
- Jeux paralympiques d'hiver de 2018
  -  Médaille de bronze en snowboard cross
  -  Médaille d'or en snowboard banked slalom